# 歌川令三
歌川 令三（うたがわ れいぞう、1934年12月1日 - 2024年8月5日）は、日本のジャーナリスト。元毎日新聞社取締役編集局長。東京財団理事。多摩大学大学院客員教授。

## 経歴
- 1958年 3月： 横浜国立大学経済学部卒業。
- 1958年 4月： 毎日新聞社入社。
- 1969年 9月 - 1972年8月： ワシントン特派員
- 1978年 2月： 経済部長
- 1983年 2月： 編集局長・経営企画室長
- 1986年 4月 - 1988年1月： 取締役編集局長
- 1988年10月： （中曽根康弘元総理の呼集）財団法人世界平和研究所主任研究員
- 1989年10月： 財団法人世界平和研究所主席研究員
- 1993年 6月： 財団法人世界平和研究所理研究顧問
- 1995年 3月： 日本財団常務理事（国際部門担当）
- 2004年 4月： 東京財団特別研究員
- 2006年： 東京財団理事

## 著書
- 『地球紀行 渡る世界は鬼もいる』（中央公論新社、2000年）
- 『新聞がなくなる日』（草思社、2005年）
- 『サイバージャーナリズム論 「それから」のマスメディア』湯川鶴章、佐々木俊尚、森健、スポンタ中村共著（ソフトバンク新書、2007年）